# Philip Barkholz
Philip Barkholz (* um 1982) ist ein deutscher Breakdancer. Er gehört zur Magdeburger Breakdance-Crew Da Rookies und war Deutscher, Europa- und Weltmeister.
Als Mitglied der Da Rookies wurde er 2005 Europa- und 2006 Weltmeister. 2013 nahm er mit den Da Rookies an der Castingshow Got to Dance teil. Barkholz lebt in Halle (Saale).
Im Jahr 2006 trug sich Barkholz in das Goldene Buch der Stadt Magdeburg ein.